# Benin megyéi
Benin 12 megyéből áll. (franciául: départements) 1999-ben az addigi 6 megyéből 12-t alakítottak ki. Az ország 77 települése ezekben a megyékben található.

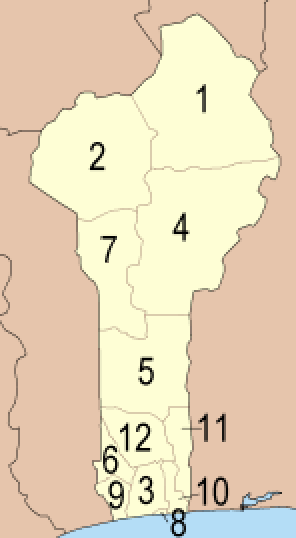
Benin megyéinek elhelyezkedése

| N° | Megye                                    | Székhely   | Település                                                                            | Térkép |
| -- | ---------------------------------------- | ---------- | ------------------------------------------------------------------------------------ | ------ |
| 1  | Alibori (eredeti)                        | Kandi      | Banikoara Gogounou Kandi Karimama Malanville Segbana                                 |        |
| 2  | Atakora (Dongától különválasztva)        | Natitingou | Boukombé Cobli Kérou Kouandé Matéri Natitingou Pehunco Tanguiéta Toucountouna        |        |
| 3  | Atlantique (Littoral-ból különválasztva) | Ouidah     | Abomey-Calavi Allada Kpomassé Ouidah Sô-Ava Toffo Tori Zè                            |        |
| 4  | Borgou (Alibori-ból különválasztva)      | Parakou    | Bembéréké Kalalé N'Dali Nikki Parakou Pèrèrè Sinendé Tchaourou                       |        |
| 5  | Collines (eredeti)                       | Savalou    | Bantè Dassa-Zoumè Glazoué Ouèssè Savalou Savè                                        |        |
| 6  | Couffo (eredeti)                         | Dogbo-Tota | Aplahoué Djakotomey Dogbo-Tota Klouékanmè Lalo Toviklin                              |        |
| 7  | Donga (eredeti)                          | Djougou    | Bassila Copargo Djougou Ouaké                                                        |        |
| 8  | Littoral (eredeti)                       | Cotonou    | Cotonou                                                                              |        |
| 9  | Mono (Couffo-ból különválasztva)         | Lokossa    | Athieme Bopa Comè Grand-Popo Houéyogbé Lokossa                                       |        |
| 10 | Ouémé (Plateau-ból különválasztva)       | Porto Novo | Adjarra Adjohoun Aguégué Akpro-Missérété Avrankou Bonou Dangbo Porto Novo Sèmè-Podji |        |
| 11 | Plateau (eredeti)                        | Pobè       | Adja-Ouèrè Ifangni Kétou Pobè Sakété                                                 |        |
| 12 | Zou (Collines-ből különválasztva)        | Abomey     | Abomey Agbangnizoun Bohicon Covè Djidja Ouinhi Zagnanado Za-Kpota Zodogbomey         |        |